# باولو دالوليو
'الأب باولو دالوليو' (بالإيطالية: Paolo Dall'Oglio)‏ (مواليد 17 نوفمبر 1954) هو كاهن يسوعي إيطالي وناشط سلام تم نفيه من سوريا عام 2012 من قِبل حكومة الرئيس السوري بشار الأسد بسبب لقائه مع أعضاء من المعارضة السورية وانتقاد أفعال نظام الأسد أثناء الثورة السورية.
تم اختطافه من قبل الدولة الإسلامية في العراق والشام في 29 يوليو 2013.
قبل اختطافه، كان قد خدم لثلاثة عقود في دير مار موسى الحبشي، وهو معبد يعود للقرن السادس ويقع 80 كيلومتراً شمال دمشق. يذكر للأب باولو دالوليو إعادة إعمار دير مار موسى وإعادة استثماره كمركز لحوار الأديان.

## سيرة حياته
عام 1975، انضم الأب باولو دالوليو إلى المجمع اليسوعي. وقضى فترة ترسيمه في إيطاليا قبل التحاقه بالجامعة لدراسة اللغة العربية في بيروت في لبنان، والدراسات الإسلامية في دمشق في سوريا.
عام 1982، استكشف الأب باولو دالوليو دير مار موسى الحبشي الذي يقدر عمره بالقرن السادس، وكان قد تم هجره منذ القرن التاسع عشر.
عام 1984، تم ترسيم الأب باولو دالوليو كاهناً في الكنيسة السريانية الكاثوليكية. في نفس العام، حصل على درجة جامعية في اللغة العربية والدراسات الإسلامية من «جامعة نابلس الشرقية» وأخرى في اللاهوت الكاثوليكي من «جامعة جريجوريان البابوية».
عام 1986، حصل على درجة ماجستير في «علم التبشير» من «جامعة جريجوريان البابوية».
عام 1989، حصل على درجة الدكتوراه من «جامعة جريجوريان البابوية»، وقدم رسالة الدكتوراه بعنوان «عن الأمل في الإسلام»
عام 1992، أسس «مجتمع الخليل» (الاسم الثنائي القرآني والإنجيلي للنبي إبراهيم) كمجمع مسكوني ورهباني، وخصصه للحوار الإسلامي-المسيحي وأخذ مكانه في«دير مار موسى الحبشي».
عام 2009، حصل على الدكتوراه الشرفية الثنائية من «جامعة دي لوفين الكاثوليكية».
ساهم الأب باولو بشكل دوري في مجلة «بوبولي»، وهي المجلة الدولية لليسوعيين الإيطاليين التي تم تأسيسيها سنة 1915.

## دوره فيالثورة السورية
عام 2011، كتب الأب باولو دالوليو مقالة تطالب بالانتقال الديموقراطي السلمي في سوريا، بناءً على ما سمّاه «الديموقراطية بالإجماع». قابل الأب باولو أيضاً ناشطين من المعارضة وشارك في جنازة صانع الأفلام المسيحي ذي ال28 عاماً «باسل شحادة»، الذي كان قد قتل في حمص في قصف من قبل نظام بشار الأسد.
استجاب نظام بشار الأسد بشكل عنيف وأصدر أمراً بنفي الأب باولو، الذي تجاهله الأب لعدة شهور مستمراً بالعيش في سوريا. لكن بعد أن أصدر الأب باولو رسالة مفتوحة إلى المبعوث الخاص للأمم المتحدة كوفي عنان في أيار2012، أطاع الأب باولو أسقفه الذي ترجاه لمغادرة البلاد. غادر الأب باولو سورية في 12 تموز 2012، وانضم في المنفى إلى دير مريم العذراء المؤسس حديثاً في السليمانية في كردستان العراق.
في تشرين الأول 2012، تم منح الأب باولو دالوليو جائزة السلام من قبل منطقة لومباردي الإيطالية، وهي جائزة مخصصة لأشخاص قاموا بأعمال غير عادية في مجال بناء السلام.
في أواخر شهر تموز 2013، دخل الأب باولو دالوليو إلى الرقة التي كانت تحت سيطرة المتمردين السوريين، لكن تم خطفه بعدها من قبل مليشيات الدولة الإسلامية في العراق والشام في 29 تموز 2013.
تقول مصادر معارضة في الرقة أن الأب باولو دالوليو تم إعدامه من قبل التنظيم المتطرف وتم رمي جثته في حفرة في مدينة الرقة تسمى الحوتة حيث كان يرمى بجثث الجنود الموالين للأسد. لم يتم التأكد من هذه الادعاءات بعد.